# Остермундіген
Остермундіген (нім. Ostermundigen) — місто в Швейцарії в кантоні Берн, адміністративний округ Берн-Міттельланд.

## Географія
Місто розташоване на відстані близько 3 км на схід від Берна.
Остермундіген має площу 6 км², з яких на 42,4 % дозволяється будівництво (житлове та будівництво доріг), 32 % використовуються в сільськогосподарських цілях, 25,5 % зайнято лісами, 0,2 % не є продуктивними (річки, льодовики або гори).

## Демографія
2019 року в місті мешкало 17 772 особи (+15,1 % порівняно з 2010 роком), іноземців було 30,7 %. Густота населення становила 2982 осіб/км².
За віковим діапазоном населення розподілялося таким чином: 19 % — особи молодші 20 років, 60 % — особи у віці 20—64 років, 21 % — особи у віці 65 років та старші. Було 8515 помешкань (у середньому 2 особи в помешканні).
Із загальної кількості 7049 працюючих 23 було зайнятих в первинному секторі, 1942 — в обробній промисловості, 5084 — в галузі послуг.

## Цікаві факти
- 1870 року в Остермундігені була відкрита перша зубчаста залізниця в Європі. Вона використовувалася для перевезення каміння з місцевої каменоломні.